# A Collection of Songs Written and Recorded 1995–1997
A Collection of Songs Written and Recorded 1995–1997 est le premier album de Bright Eyes. C'est le premier album commercial de Conor Oberst, qui reprend 20 titres enregistrés pendant les trois années précédentes par le chanteur. Il y chante et joue de la guitare. Sorti en 1998, c'est le 19e à paraître chez Saddle Creek Records.

## Pistes de l'album
| No  | Titre                                    | Durée |
| --- | ---------------------------------------- | ----- |
| 1.  | The Invisible Gardener                   | 2:24  |
| 2.  | Patient Hope in New Snow                 | 4:07  |
| 3.  | Saturday as Usual                        | 3:38  |
| 4.  | Falling Out of Love at This Volume       | 2:17  |
| 5.  | Exaltation on a Cool Kitchen Floor       | 2:26  |
| 6.  | The Awful Sweetness of Escaping Sweat    | 4:05  |
| 7.  | Puella Quam Amo Est Pulchra              | 3:11  |
| 8.  | Driving Fast Through a Big City at Night | 2:11  |
| 9.  | How Many Lights Do You See?              | 3:31  |
| 10. | I Watched You Taking Off                 | 3:57  |
| 11. | A Celebration Upon Completion            | 4:15  |
| 12. | Emily, Sing Something Sweet              | 3:01  |
| 13. | All of the Truth                         | 3:44  |
| 14. | One Straw (Please)                       | 2:49  |
| 15. | Lila                                     | 2:51  |
| 16. | A Few Minutes on Friday                  | 4:08  |
| 17. | Supriya                                  | 2:29  |
| 18. | Solid Jackson                            | 4:31  |
| 19. | Feb. 15th                                | 4:06  |
| 20. | The 'Feel Good' Revolution               | 3:31  |

## Personnel
- Conor Oberst : écriture, chant, guitare, claviers, basses, percussions, sons.
- Ted Stevens : percussions sur The Awful Sweetness of Escaping Sweat.
- Todd Fink : sons et percussions sur I Watched You Taking Off.
- M. Bowen : percussions sur One Straw (Please).
- Neely Jenkins : chœurs sur Feb. 15th.
- Matthew Oberst, Sr. : guitare The 'Feel Good' Revolution